# Gävle Varv
Gävle Varv AB var ett svenskt varv i Gävle.

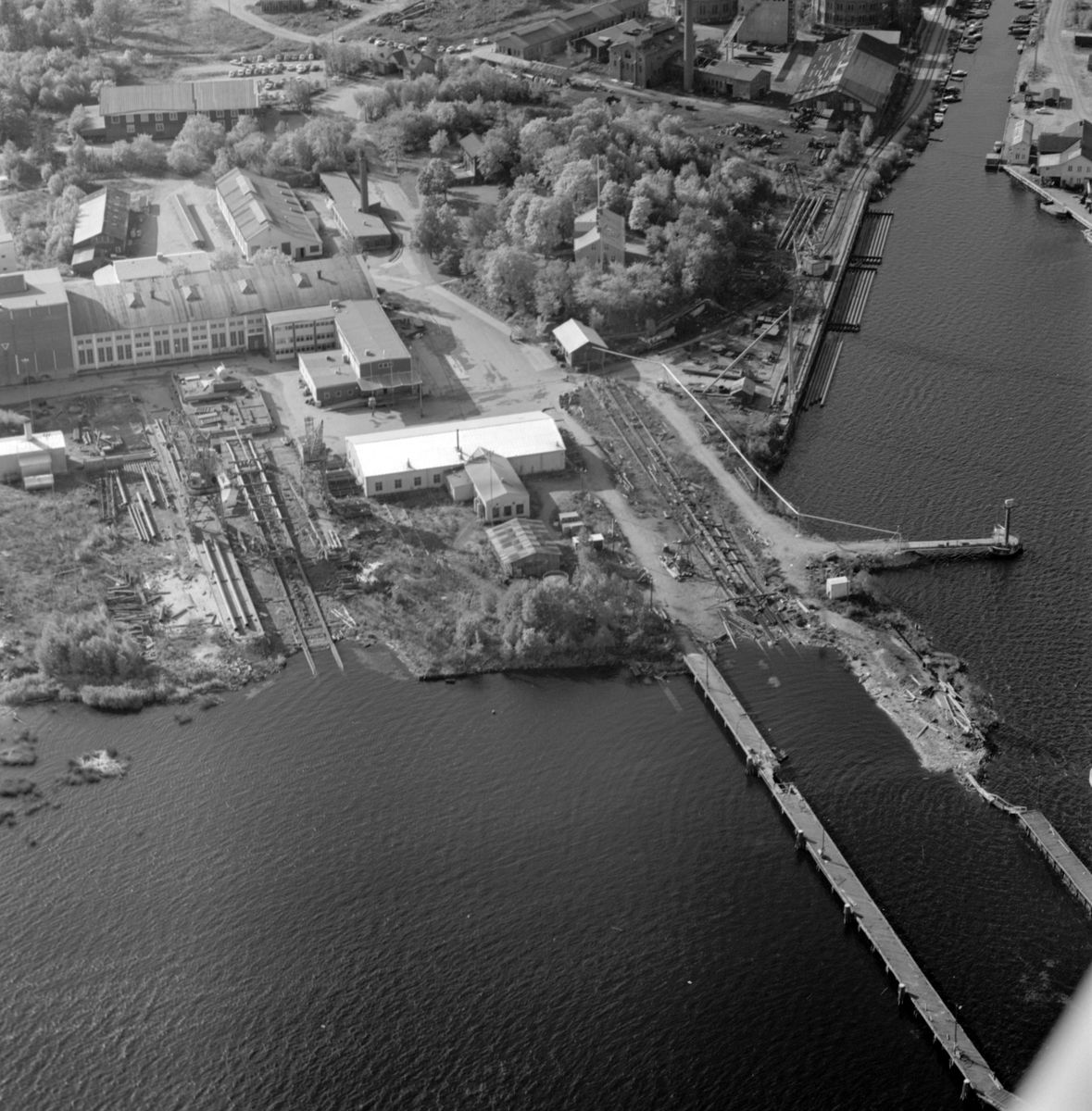
Gävle varv 1968.

Gefle Varfs AB, också benämnt Brynäsvarvet, grundades 1873 på Brynäs vid Gavleåns mynning i Inre fjärden. Grundare var Johan August Bång (1831-1912) trafikchef vid Gefle-Dala järnväg, Carl Hyckert (1812-76) samt Olof August Brodin, vilken senare också 1867-1909 drev Brodins varv i Gävle. Företaget gick i konkurs 1876 och övertogs av AB Atlas i Stockholm som reparations- och utrustningsvarv. Varvet utvidgades 1883 med en större slip för fartyg upp till 1.500 dödviktston samt ett med ångslip i ett ångsliphus, vilket fortfarande finns kvar.  Verksamheten blev ingen framgång för AB Atlas. Varvet gick med underskott och lades ned 1888. Bolaget ombildades till Nya AB Atlas och arrenderades av Olof August Brodin. Det köptes 1896 av AB Gefle Verkstäder, och byggde under namnet Gävle Varv varpbåtar för flottningsföreningar, till exempel S/S Östa. Portalhuset på Atlasgatan 3 uppfördes 1902, flyttat från 1901 års lantbruks-, industri- och slöjdutställning i Gävle.
Verksamheten fortsatte med en lång rad ombildningar och ägarbyten. AB Gefle Verkstäder gick i konkurs 1910, varefter en ombildning skedde till dels Gefle Verkstads och Gjuteri AB och dels AB Gefle Varf och Verkstäder, vilket senare företag var reparationsvarv samt tillverkade utrustning för pappersmassafabriker. År 1915 övertogs verkstadsföretaget av Olof August Brodins son Erik Brodin (1872-1931), och namnändrades 1917 till Erik Brodins Varvs AB. Detta byggde bland annat 1920 lastfartyget S/S O.A. Brodin. 
Efter Erik Brodins varvs konkurs 1921 bildades året därpå Gefle Varfvs och Verkstads Nya AB, som tillverkade oljecisterner och utrustning till pappersmassefabriker. I början av 1940-talet började företaget åter bygga fartyg, med början med lastångaren Aletta Noot 1943. Korsnäs AB köpte företaget, som under 1950- och 1960-talen byggde fartyg för export till Sovjetunionen och lastfartyg till Statens skogsindustrier. År 1960 installerades en flytdocka med kapacitet att lyfta 8.000-tonnare. 
Gävle varv, som under 1990-talet tillverkat cisterner och tryckkärl, ägdes under en period av Midroc Rodoverken, men är numera nedlagt.
Varvsområdet drivs och förvaltas av Gefle Varv Förvaltnings AB och är idag klassat av länsstyrelsen som miljöfarligt område i riskklass 2, "stor risk för människors hälsa och miljön".

## Byggda fartyg i urval
- 1898 S/S Östa, nybyggnadsnummer 144
- 1899 S/S Laxen
- 1905 S/S Bäsingen
- 1947 HMS Kalvsund
- 1966 (sjösättning) Sjömätningsfartyget Johan Månsson, nr 114. Det sista nybyggda fartyget på varvet.